# Jackie Boy
Jackie Boy (Jack Rafferty) es un personaje ficticio de la serie de novelas gráficas Sin City. En la película de 2005 es interpretado por Benicio del Toro.

## Biografía
Jackie Boy es un policía corrupto, alcohólico, violento y demente. Solo aparece en el Volumen 3 de la serie titulado La gran masacre. En este episodio, le ruega a Shellie, una camarera con la que tuvo una relación relámpago para abrir la puerta de su apartamento. Ella se niega, pero su novio, Dwight McCarthy, le ordenó abrir a Jackie y advirtió de que está acompañado por cuatro delincuentes igualmente ebrios como él. Shellie abre el debate se intensifica y Jackie golpeando violentamente. Luego fue al baño donde Dwight mete la cabeza en el inodoro durante largos segundos. Dwight luego desaparece. Jackie Boy, aterrorizado, huyó con su banda. Ellos van a la antigua ciudad en busca de una prostituta, Becky, pero que muestra también emprendedor, son ejecutados por Miho.

## Apariciones en cómics
- The Big Fat Kill (1994-1995)

## Cine
- Sin City (2005) interpretado por Benicio del Toro.

- Datos: Q3157388